# Johanna Piesch
Johanna Camilla Piesch, nota anche con lo pseudonimo di Hansi o Hanna (Innsbruck, 6 giugno 1892 – Vienna, 28 settembre 1992), è stata una bibliotecaria, fisica e matematica austriaca.
Viene ricordata per i contributi pioneristici che ha dato all'Algebra di Boole, uno dei fondamenti dei linguaggi di programmazione e dell'informatica. Spesso anche chiamata Hanna o Hansi, probabilmente per ragioni legate alle sue origini ebraiche, come maggiore protezione durante il periodo del regime nazionalsocialista.

## Biografia
Nata il 6 giugno 1898 a Innsbruck, Johanna Camilla Piesch era figlia di Oswald Piesch, un ufficiale di cavalleria. È cresciuta a Vienna dove, dopo la scuola elementare, ha frequentato la scuola secondaria Reform Realgymnasium Dr. Wesely, iscrivendosi nel 1916. Ha studiato fisica all'Università di Vienna, conseguendo un dottorato nel 1921. Inoltre, ha ricevuto un titolo di insegnamento in matematica e fisica nel 1928.
Dopo la laurea entrò nel servizio postale e telegrafico (Post- und Telegraphenverwaltung) nel 1928, ma dovette ritirarsi anticipatamente nel 1938 durante il regime nazionalsocialista. Nel luglio del 1945, fu in grado di tornare al lavoro, dirigendo il laboratorio del PTT. Nel febbraio del 1956, si trasferì nella biblioteca del centro di documentazione tecnica e scientifica dell'Università Tecnica .  Andò in pensione nell'ottobre 1962.
Sembra che dopo aver lasciato il suo incarico nel 1938, Piesch fu mandata a Berlino dove iniziò a dedicarsi all'algebra booleana, come dimostrano le sue pubblicazioni del 1939, ascrivendosi appieno tra gli studiosi che per primi si sono interessati ai risvolti applicativi dell'algebra booleana. Con il suo lavoro ha spianato la strada ai matematici austriaci Adalbert Duschek e Otto Plechl che, in seguito, hanno a loro volta intrapreso studi sull'algebra booleana. Di particolare rilievo risulta il metodo di semplificazione proposto nella sua seconda pubblicazione.
Viene annoverata tra le donne che maggiormente hanno segnato il mondo dell'informatica nel dopoguerra, a quei tempi appannaggio dell'universo maschile.
Piesch ha dedicato gli ultimi 30 anni della sua vita al lavoro sociale. Muore il 28 settembre 1992 a Vienna. Il suo lavoro è ampiamente riconosciuto a livello internazionale come significativo per lo sviluppo dell'informatica.

## Opere
- 1939: Piesch, H., "Begriff der Allgerneinen Schaltungstechnik" (Concetto di teoria generale di commutazione), Archiv für Elektrotechnik, Vol. 33, pagg. 672–686.
- 1939: Piesch, H., "Über die Vereinfachung von Allgeneinen Schaltungen" (Sulla semplificazione dei circuiti di commutazione generali), Archiv fürElektrotechnik, Vol. 33, pagg. 733–746.
- 1951: Piesch, H., "Systematik der Autornatischen Schaltung" (Sistematica della commutazione automatica), OFT, Vol. 5, pagg. 2-43.
- 1955: Piesch, H., "Die Matrix in der Schaltungsalebgra zur Planung Relaisgesteuerter Netzwerke" (Matrici in Switching Algebra per la progettazione di reti controllate da relè), Archiv für elektrische Übertragung, Vol. 9, pagg. 460–468.
- 1956: Piesch, H., "Beitrdge zur Modernen Schaltalgebra" (Contributi alla moderna commutazione Algebra), Conferenza a Como, pagg. 16–25.
- 1958: Piesch, H. e Sequenz, H, "Die Österreichischen Wegbereiter der Theorie der Elektrischen Schaltungen" (I pionieri austriaci della teoria della commutazione elettrica), Elecktrotechnik & Maschinenbau, Vol. 75, pagg. 241-245.